# Thompson Mountain
Der Thompson Mountain ist ein 2350 m hoher Berg in der antarktischen Ross Dependency. Er ragt etwa 8 km südlich des Mount McKerrow im südwestlichen Teil der Surveyors Range auf. 
Teilnehmer einer von 1960 bis 1961 durchgeführten Kampagne im Rahmen der New Zealand Geological Survey Antarctic Expedition benannten ihn nach Edgar H. Thompson, Professor für Geodäsie und Photogrammetrie am University College London.